# 대구북구문화예술회관
대구북구어울아트센터는 대구광역시 북구 구암로 47에 있는 문화 예술 공연장이다.

## 연혁
- 1999년 5월 24일 구 사업소 신설 (문화예술회관 관리사무소)
- 1999년 9월 8일 청사 준공
- 1999년 10월 9일 북구문화예술회관 개관
- 1999년 11월 30일 사업소 명칭 변경 (북구문화예술회관)
- 2016년 4월 1일 어울아트센터로 명칭 변경